# Matej Mohorič
Matej Mohorič, född 19 oktober 1994, är en slovensk tävlingscyklist.
Mohorič tävlade för Slovenien vid olympiska sommarspelen 2016 i Rio de Janeiro, där han inte lyckades fullfölja herrarnas linjelopp.  Mohorič blev proffs 2014. Han är slovensk mästare i landsvägslopp 2018 och 2021. Sin hittills (2022) största framgång är segern i Milan–San Remo 2022 där han blev första sloven någonsin att vinna det klassiska monumentet.

## Stall
- Cannondale (2014)
- Cannondale–Garmin (2015)
- Lampre-Merida (2016–2017)
- Bahrain–Merida (2018–)